# 燃藜第紅樓
24°57′31″N 121°12′18″E / 24.958493°N 121.205082°E
燃藜第紅樓，是位於臺灣桃園市中壢區五權里的陽台殖民樣式洋樓，1910年落成，今列桃園市定古蹟。

## 建築
燃藜第紅樓位於中壢交流道附近，地址是中壢區正大街32號，屬於五權里，地號1468號跨1467號。建地為方形且規模不大，外觀為桃園少見保存良好的陽台殖民樣式建築。二樓東、南兩面設有裝飾瓶狀欄杆與磚拱圈的陽台、及仿多力克式陽台柱。
建物名取自漢朝劉向的燃藜傳說，相傳是中壢保正劉坤之子劉家城在1910年所建造落成，當時劉姓家族因經營茶葉收入較豐而在三合院左旁興建此洋樓，產權屬於劉家的祭祀公業。昭和五年（1930年），此樓作為德億煤礦的中壢庄辦公室。1930年代中期增建院落庭院，在小橋落款著「昭和九年夏峻工」，後方設有一座防空洞。
1996年，業者范姜群季租下經營餐廳。2001年9月12日到30日，桃園縣文化局將此樓、連同大平紅橋、八德三元宮、八德呂宅著存堂等共二十棟建物，作為中華民國各縣市歷史建築十景中桃園縣的票選名單。後因此餐廳結束營業、原屋主劉興橋後代移民美國，今日的院落已缺乏維護。

## 保留
2023年2月16日，市長張善政從警方通知燃藜第紅樓將於18日進行拆除，指示文化局以此樓是「桃園市有形文化資產（古蹟歷史建築）指定登錄前第二期普查計畫」為由，在17日公告為本市暫定古蹟。3月1日邀集文資委員會勘後，12月7日辦理文化資產價值評估會勘，終於12月29日文化資產審議委員會審議上決議與一旁的燃藜第列為市定古蹟。